# Lindsaea modesta
Lindsaea modesta är en ormbunkeart som beskrevs av Kramer. Lindsaea modesta ingår i släktet Lindsaea och familjen Lindsaeaceae. Inga underarter finns listade.